# Per Bertilsson
Pour les articles homonymes, voir Bertilsson.
Per Daniel Bertilsson est un gymnaste artistique suédois né le 4 décembre 1892 à Hylte et mort le 18 septembre 1972 à Göteborg.

## Biographie
Per Bertilsson fait partie de l'équipe de Suède qui remporte la médaille d'or en système suédois aux Jeux olympiques d'été de 1912 se tenant à Stockholm.
Il est le frère du gymnaste Carl Bertilsson.